# Olympische Jugend-Winterspiele 2024/Teilnehmer (Zypern)
| Gelbes Symbol für Goldmedaillen mit stilisierten Olympischen Ringen | Graues Symbol für Silbermedaillen mit stilisierten Olympischen Ringen | Braundes Symbol für Bronzemedaillen mit stilisierten Olympischen Ringen |
| ------------------------------------------------------------------- | --------------------------------------------------------------------- | ----------------------------------------------------------------------- |
| —                                                                   | —                                                                     | —                                                                       |

Zypern nahm an den Olympischen Jugend-Winterspielen 2024 in der südkoreanischen Provinz Gangwon mit 3 Athleten (2 Frauen, 1 Mann) teil.

## Teilnehmer nach Sportart

### Eiskunstlauf
| Athleten            | Wettbewerb | Kurzprogramm/-tanz | Kurzprogramm/-tanz | Kür/Kürtanz | Kür/Kürtanz | Gesamt | Gesamt |
| Athleten            | Wettbewerb | Punkte             | Rang               | Punkte      | Rang        | Punkte | Rang   |
| ------------------- | ---------- | ------------------ | ------------------ | ----------- | ----------- | ------ | ------ |
| Frauen              |            |                    |                    |             |             |        |        |
| Stefania Giakovleva | Einzel     | DNS                | DNS                | DNS         | DNS         | DNS    | DNS    |

### Ski Alpin
| Athleten          | Wettbewerb   | Lauf 1      | Lauf 1 | Lauf 2  | Lauf 2 | Gesamt      | Gesamt |
| Athleten          | Wettbewerb   | Zeit        | Rang   | Zeit    | Rang   | Zeit        | Rang   |
| ----------------- | ------------ | ----------- | ------ | ------- | ------ | ----------- | ------ |
| Frauen            |              |             |        |         |        |             |        |
| Andrea Lizidou    | Riesenslalom | DNF         | DNF    | DNF     | DNF    | DNF         | DNF    |
| Andrea Lizidou    | Slalom       | 1:01,36 min | 50     | 58,56 s | 35     | 1:59,92 min | 35     |
| Männer            |              |             |        |         |        |             |        |
| Andreas Κasiouris | Riesenslalom | DNF         | DNF    | DNF     | DNF    | DNF         | DNF    |
| Andreas Κasiouris | Slalom       | DNF         | DNF    | DNF     | DNF    | DNF         | DNF    |